# Miguel Augusto Rodríguez
Miguel Augusto Rodríguez Garrido (Caracas, Venezuela, 20 de octubre de 1977) es un actor y modelo venezolano, cuyos estudios actorales fueron realizados en la Escuela de Cine y Televisión de RCTV , pasando a engrosar las filas del personal de actores de dicho canal casi de manera inmediata. Sus primeros pasos en la pantalla fueron dados en las producciones La Mujer de Judas y Trapos Íntimos, para luego formar parte del elenco de la producción escrita por Martín Hahn y dirigida por José Alcalde Estrambótica Anastasia protagonizada por Norkys Batista y Juan Pablo Raba; considerándose el primero de muchos éxitos debido a la complejidad del personaje a interpretar ¨León Antonio Borofsky Castellanos /El Monje¨. ; otorgándole ese mismo año el galardón como Actor Revelación del Año ¨Lo Mejor a los Mejores¨, entre otras nominaciones.
Continúo su carrera en RCTV en producciones como Amor a palos y Toda una dama como también en el largometraje La hija de Juana Crespo. 
Con mucha más preparación y experiencia decide dar el salto al extranjero, teniendo la oportunidad de trabajar en Venevisión Internacional en la producción Sacrificio de Mujer donde obtiene una participación especial.
Realizando varios cursos y estudios en lo denominado acento neutro y fonética pues logra dar el paso en Telemundo donde Participa en producciones como Aurora y La casa de al lado, para luego después regresar a Venezuela y seguir su carrera esta vez de la mano del "Canal de la Colina" Venevisión en producciones como Válgame Dios escrita por Mónica Montañés, dándole vida a "Eulogio Parra", policía dedicado a la justicia; para luego entrar en el proyecto De todas maneras Rosa igual de Venevisión
En paralelo llegó a formar parte de la banda Optical Days como bajista.
Se ha destacado en varias telenovelas de RCTV y Venevisión.
Como también en telenovelas de Venevisión Internacional Univisión y Telemundo

## Filmografía

### Telenovelas
- La mujer de Judas (RCTV) Pitercito
- Trapos íntimos  (RCTV) Chato
- Estrambótica Anastasia  (RCTV) León Borofsky Castellanos "El Monje"
- Amor a palos  (RCTV) Beltrán Ponce De León
- Toda una dama  (RCTV)... Inspector Lucas Gallardokarin
- gorchs
- Si me miran tus ojos  (Venevisión) Nicolás
- Sacrificio de Mujer (Univisión-Miami) Jorge
- Aurora (Telemundo) Dr. Williams
- La casa de al lado (Telemundo)... Omar Blanco
- Válgame Dios (Venevisión)... Eulogio Parra
- De todas maneras Rosa (Venevisión)... Eduardo Revete
- La suerte de Loli (Telemundo)... Agustín Llano

- Datos: Q9032647